# Robert Fellowes, barone Fellowes
Robert Fellowes, barone Fellowes (Sandringham, 11 dicembre 1941 – Norfolk, 29 luglio 2024), è stato un banchiere britannico.

## Biografia
Robert Fellowes, membro della famiglia Fellowes di Shotesham, un'antica famiglia di campagna discendente dai Baroni De Ramsey, nacque l'11 dicembre 1941 a Sandringham, nel Norfolk, figlio del maggiore delle Scots Guards Sir William (Billy) Fellowes e di sua moglie Jane Charlotte Ferguson, figlia del generale di brigata Algernon Francis Holford Ferguson (bisnonno di Sarah, duchessa di York).
Morì nel Norfolk il 29 luglio 2024 all'età di 82 anni.

### Carriera
Studiò presso l'Eton College e si unì alle Scots Guards nel 1960. Nel 1963 iniziò a lavorare per l'Allen Harvey and Ross Ltd, mediatori di sconto e banchieri (1964-1977). Fu amministratore delegato dal 1968.
Nel 1977 Fellowes venne reclutato per ricoprire la carica di Assistente Segretario Privato. Trascorse i successivi 20 anni presso l'Ufficio del segretario particolare, diventando deputato nel 1986 e segretario privato nel 1990, carica che mantenne fino al 1999. Il 12 luglio 1999 venne creato Barone Fellowes, del Shotesham nella Contea di Norfolk., prendendo posto nella Camera dei lord.
Successivamente Lord Fellowes divenne vicepresidente e poi presidente della Barclays Private Banking. Egli fu anche un direttore e amministratore della Rhodes Trust, della Mandela Rhodes Foundation e del Winston Churchill Memorial Trust. Fu inoltre vice presidente del Commonwealth Institute e presidente del The Voices Foundation (2004-2012) e del Chair of the Prison Reform nel 2001.
Dopo la morte di Lady D, ricoprì il ruolo di consigliere personale della regina Elisabetta.

### Matrimonio
Sposò, il 20 aprile 1978 all'Abbazia di Westminster, Lady Cynthia Jane Spencer, figlia di John Spencer, VIII conte Spencer e sorella di Diana, Principessa del Galles. Ebbero tre figli:
- Laura Jane Fellowes (19 luglio 1980), sposò Nicholas Pettman;
- Alexander Robert Fellowes (23 marzo 1983), sposò Alexandra Finlay;
- Eleanor Ruth Fellowes (20 agosto 1985).

## Ascendenza
|                                    |                          |                                       | Genitori                        |  |  | Nonni |  |  | Bisnonni        |  |  | Trisnonni       |  |
|                                    |                          |                                       |                                 |  |  |       |  |  | Robert Fellowes |  |  | Robert Fellowes |  |
|                                    |                          |                                       |                                 |  |  |       |  |  | Robert Fellowes |  |  | Robert Fellowes |  |
|                                    |                          | Jane Louisa Sheldon                   |                                 |  |  |       |  |  | Robert Fellowes |  |  |                 |  |
| Charles Arthur Fellowes            |                          |                                       |                                 |  |  |       |  |  | Robert Fellowes |  |  |                 |  |
|                                    |                          | Frances Anne Clutterbuck              | John Clutterbuck                |  |  |       |  |  |                 |  |  |                 |  |
|                                    |                          | Frances Anne Clutterbuck              | John Clutterbuck                |  |  |       |  |  |                 |  |  |                 |  |
|                                    |                          | Frances Anne Clutterbuck              | Mary Anne Lyon                  |  |  |       |  |  |                 |  |  |                 |  |
| William Albermarle Fellowes        |                          | Frances Anne Clutterbuck              |                                 |  |  |       |  |  |                 |  |  |                 |  |
|                                    |                          | Albemarle Cator                       | Albemarle Cator                 |  |  |       |  |  |                 |  |  |                 |  |
|                                    |                          | Albemarle Cator                       | Albemarle Cator                 |  |  |       |  |  |                 |  |  |                 |  |
|                                    |                          | Albemarle Cator                       | Elizabeth Margaret Blakeney     |  |  |       |  |  |                 |  |  |                 |  |
| Mary Wingfield Cator               |                          | Albemarle Cator                       |                                 |  |  |       |  |  |                 |  |  |                 |  |
|                                    |                          | Mary Molesworth Cordelia Mohun-Harris | Christopher Arthur Mohun-Harris |  |  |       |  |  |                 |  |  |                 |  |
|                                    |                          | Mary Molesworth Cordelia Mohun-Harris | Christopher Arthur Mohun-Harris |  |  |       |  |  |                 |  |  |                 |  |
|                                    |                          | Mary Molesworth Cordelia Mohun-Harris | Louisa Eleonora Watkins         |  |  |       |  |  |                 |  |  |                 |  |
| Robert Fellowes, I barone Fellowes |                          | Mary Molesworth Cordelia Mohun-Harris |                                 |  |  |       |  |  |                 |  |  |                 |  |
|                                    | John Stephenson Ferguson | Thomas Ferguson                       |                                 |  |  |       |  |  |                 |  |  |                 |  |
|                                    | John Stephenson Ferguson | Thomas Ferguson                       |                                 |  |  |       |  |  |                 |  |  |                 |  |
|                                    | John Stephenson Ferguson | Emma Benyon                           |                                 |  |  |       |  |  |                 |  |  |                 |  |
| Algernon Francis Holford Ferguson  | John Stephenson Ferguson |                                       |                                 |  |  |       |  |  |                 |  |  |                 |  |
|                                    |                          | Sophia Jane Holford                   | John Holford                    |  |  |       |  |  |                 |  |  |                 |  |
|                                    |                          | Sophia Jane Holford                   | John Holford                    |  |  |       |  |  |                 |  |  |                 |  |
|                                    |                          | Sophia Jane Holford                   | Ann Shaw                        |  |  |       |  |  |                 |  |  |                 |  |
| Jane Charlotte Ferguson            |                          | Sophia Jane Holford                   |                                 |  |  |       |  |  |                 |  |  |                 |  |
|                                    |                          | Henry Brand, II visconte Hampden      | Henry Brand, I visconte Hampden |  |  |       |  |  |                 |  |  |                 |  |
|                                    |                          | Henry Brand, II visconte Hampden      | Henry Brand, I visconte Hampden |  |  |       |  |  |                 |  |  |                 |  |
|                                    |                          | Henry Brand, II visconte Hampden      | Eliza Ellice                    |  |  |       |  |  |                 |  |  |                 |  |
| Margaret Brand                     |                          | Henry Brand, II visconte Hampden      |                                 |  |  |       |  |  |                 |  |  |                 |  |
|                                    |                          | Susan Cavendish                       | George Cavendish                |  |  |       |  |  |                 |  |  |                 |  |
|                                    |                          | Susan Cavendish                       | George Cavendish                |  |  |       |  |  |                 |  |  |                 |  |
|                                    |                          | Susan Cavendish                       | Louisa Lascelles                |  |  |       |  |  |                 |  |  |                 |  |
|                                    |                          | Susan Cavendish                       |                                 |  |  |       |  |  |                 |  |  |                 |  |